# Denaro (moneta)

Monogramma di Carlo Magno usato nelle sue monete

Il denaro è una moneta medievale che deriva il suo nome dal denier, una moneta creata da Carlo Magno con la sua riforma monetaria.
Una riforma simile c'era stata in Inghilterra quando il penny d'argento era stato introdotto da re Offa di Mercia.
La libbra (in francese livre ed in inglese pound), in entrambi i significati di unità monetaria e di unità di peso, fu divisa in 20 soldi e 240 denari.
L'equivalente inglese fu il penny, 240 dei quali costituivano un pound (sterlina), o 20 scellini.
Il simbolo sia per l'antico denaro-denier, che per il penny usato fino a poco tempo fa in Gran Bretagna, Australia e Nuova Zelanda fu 'd'.
Il nome denier è derivato da quello dell'antica moneta Romana, il denario.